# Nico Haak

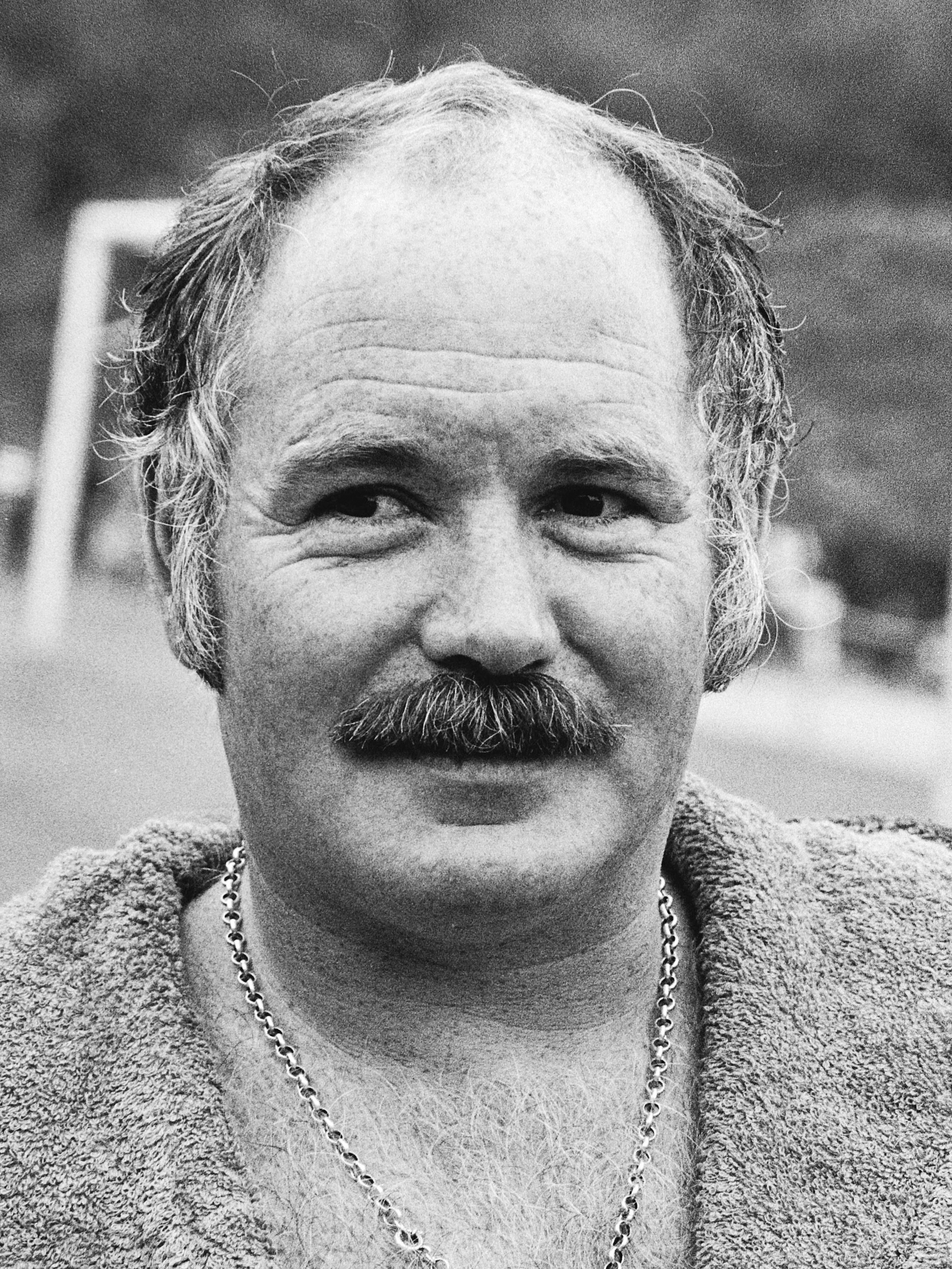
Nico Haak, 1980

Nico Haak (* 16. Oktober 1939 in Delft, Niederlande; † 13. November 1990 in Baarn, bürgerlich: Nicolaas Oliver Haak) war ein niederländischer Schlagersänger und Entertainer. Bekannt wurde er in den 1970er Jahren vor allem mit den Liedern Joekelille und Foxie Foxtrot, das im deutschsprachigen Raum unter dem Titel Schmidtchen Schleicher erfolgreich wurde.

## Leben
Zusammen mit seinem Bruder Dik führte Nico Haak in Delfgauw nahe Delft einen Autohandel. Während der Arbeit unterhielt er sich und seine Mitmenschen mit Witzen und kleinen gepfiffenen Liedern. Im Dezember 1970 wurde er dabei von einem Delfter Bandmanager, Martin Stoelinga, entdeckt. Er gab Haak den Rat, ein eigenes Repertoire zusammenzustellen. Zusammen mit seinem Nachbarn, dem Musiker Polle Eduard (damals Mitglied der Bands Tee Set und deren Absplitterung After Tea), entwarf Haak einige Lieder. Durch die Kontakte von Stoelinga kam Haak auch in Kontakt mit dem holländischen Musikproduzenten Cor Aaftink (1934–2010) und nahm eine Schallplatte mit dem Titel „Ik zou zo graag in mijn leven“ auf (die B-Seite dieser Single enthält das Lied „De Vlieger“, das von Haak und Han Grevelt stammt und später durch die Interpretation von André Hazes bekannt wurde). Die Platte wurde von einigen nationalen Radiosendern gespielt. Haak hatte seine ersten Auftritte und stellte hierfür mit Peter Koelewijn und Eduard Polle eine Band mit dem Namen De Paniekzaaiers zusammen. Die „Panikmacher“ bestanden aus Jan und Aad Eland, Karel Schouten und Hennie Asman.
Den ersten Fernsehauftritt hatten Nico Haak und seine Paniekzaaiers in einer Show von Ted de Braak, wo sie das Lied Daar zie ik glazen staan sangen. Der eingängige Partysong erwies sich als Erfolg, jedoch den endgültigen Durchbruch hatte Haak 1973 mit dem Lied Joekelille. 1974 setzte sich der Erfolg mit Honkie-Tonkie Pianissie und Sokkies Stoppen fort. Nachdem die Zusammenarbeit mit Eduard beendet war, erzielte Haak 1975 seinen größten Erfolg: Foxie Foxtrot. Mit diesem Lied eroberte er auch den deutschen Markt. Der Kabarettist Hans Scheibner schrieb den Text und unter dem Titel Schmidtchen Schleicher stieg das Stück bis auf Platz 4 der deutschen Single-Charts. Nico Haak hatte zahlreiche Auftritte in Rundfunk und Fernsehen, u. a. in der ZDF-Jugendsendung disco. 1978 arbeitete Haak dann wieder mit Eduard zusammen und erzielte seinen letzten großen Erfolg mit Is je moeder niet thuis?.
Während der 1980er Jahre hatte Haak auch noch viele Auftritte, konnte aber nicht mehr an seine Erfolge in den Siebzigern anknüpfen.
Haak hatte mit seiner Ehefrau Jeanne drei Kinder, eines verstarb bereits im Kindesalter. Im Jahr 1990 starb Haak im Alter von 51 Jahren überraschend an einem Herzinfarkt. Er wurde bei seinem Sohn Eric in einem Familiengrab auf dem Jaffa-Friedhof in Delft bestattet.
Sein Sohn Kees trat 2010 mit Liedern seines Vaters auf. Auch das Motto war ähnlich: Haak gevraagd, feest geslaagd! (dt.: „Haak gefragt, Party gelungen!“)

## Diskografie

### Alben
| Jahr | Titel                                         | Höchstplatzierung, Gesamtwochen/‑monate, AuszeichnungChartplatzierungen (Jahr, Titel, Platzierungen, Wochen/Monate, Auszeichnungen, Anmerkungen) | Höchstplatzierung, Gesamtwochen/‑monate, AuszeichnungChartplatzierungen (Jahr, Titel, Platzierungen, Wochen/Monate, Auszeichnungen, Anmerkungen) | Höchstplatzierung, Gesamtwochen/‑monate, AuszeichnungChartplatzierungen (Jahr, Titel, Platzierungen, Wochen/Monate, Auszeichnungen, Anmerkungen) | Höchstplatzierung, Gesamtwochen/‑monate, AuszeichnungChartplatzierungen (Jahr, Titel, Platzierungen, Wochen/Monate, Auszeichnungen, Anmerkungen) | Anmerkungen |
| Jahr | Titel                                         | DE | AT | CH | NL | Anmerkungen |
| ---- | --------------------------------------------- | --- | --- | --- | --- | ----------- |
| 1976 | Nico Haak präsentiert: Schmidtchen Schleicher | DE45 (1 Mt.)DE | — | — | — |             |

grau schraffiert: keine Chartdaten aus diesem Jahr verfügbar
Weitere Alben
- 1972: Tango Johnny (Nico Haak en de Paniekzaaiers)
- 1975: Een heel gelukkig kerstfeest (mit Bonnie St. Claire, Ronnie Tober, Ciska Peters, Willeke Alberti, Harmen Veerman, Ome Jan und Peter Koelewijn)
- 1975: De beste van Nico Haak en de Paniekzaaiers
- 1976: Haak gevraagd… feest geslaagd!!!
- 1976: Nico Haak Presenteert (Kompilation)
- 1977: Haak is de naam!
- 1980: Quick quick Haak
- 1987: Ik kan wel dansen
- 1996: De laatste liedjes
- 1996: 16 X Raak (Kompilation)

### Singles
| Jahr | Titel Album                                                         | Höchstplatzierung, Gesamtwochen/‑monate, AuszeichnungChartplatzierungen (Jahr, Titel, Album, Platzierungen, Wochen/Monate, Auszeichnungen, Anmerkungen) | Höchstplatzierung, Gesamtwochen/‑monate, AuszeichnungChartplatzierungen (Jahr, Titel, Album, Platzierungen, Wochen/Monate, Auszeichnungen, Anmerkungen) | Höchstplatzierung, Gesamtwochen/‑monate, AuszeichnungChartplatzierungen (Jahr, Titel, Album, Platzierungen, Wochen/Monate, Auszeichnungen, Anmerkungen) | Höchstplatzierung, Gesamtwochen/‑monate, AuszeichnungChartplatzierungen (Jahr, Titel, Album, Platzierungen, Wochen/Monate, Auszeichnungen, Anmerkungen) | Anmerkungen                                                        |
| Jahr | Titel Album                                                         | DE | AT | CH | NL | Anmerkungen                                                        |
| ---- | ------------------------------------------------------------------- | --- | --- | --- | --- | ------------------------------------------------------------------ |
| 1972 | Het Whiskylied –                                                    | — | — | — | NL26 (4 Wo.)NL | De Paniekzaaiers                                                   |
| 1972 | Tango Johnny –                                                      | — | — | — | NL26 (4 Wo.)NL | De Paniekzaaiers                                                   |
| 1973 | Joekelille –                                                        | — | — | — | NL7 (10 Wo.)NL | Nico Haak en de Paniekzaaiers                                      |
| 1974 | Honkie-tonkie pianissie –                                           | — | — | — | NL11 (10 Wo.)NL | Nico Haak en de Paniekzaaiers                                      |
| 1974 | Sokkies stoppen, schoentjes poetsen, dasjes goed en kijk goed uit – | — | — | — | NL24 (5 Wo.)NL | Nico Haak en de Paniekzaaiers                                      |
| 1975 | Foxie Foxtrot –                                                     | — | — | — | NL4 (9 Wo.)NL | Nico Haak en de Paniekzaaiers                                      |
| 1975 | Doedelzakke-pakkie –                                                | — | — | — | NL10 (4 Wo.)NL | Nico Haak en de Paniekzaaiers                                      |
| 1975 | Een heel gelukkig kerstfeest –                                      | — | — | — | NL10 (3 Wo.)NL | mit Bonnie, Ronnie, Ciska, Willeke, Harmen & Ome Jan               |
| 1976 | Laame damma doen –                                                  | — | — | — | NL19 (5 Wo.)NL | Nico Haak en de Paniekzaaiers                                      |
| 1976 | Schmidtchen Schleicher –                                            | DE4 (33 Wo.)DE | AT16 (3 Mt.)AT | CH4 (13 Wo.)CH | — |                                                                    |
| 1976 | Moe zijn –                                                          | — | — | — | NL11 (6 Wo.)NL | Nico Haak en de Paniekzaaiers                                      |
| 1976 | Fischers Fritz fischt frische Fische –                              | DE45 (3 Wo.)DE | — | — | — |                                                                    |
| 1977 | Unter dem Schottenrock ist gar nichts –                             | DE18 (9 Wo.)DE | — | — | — |                                                                    |
| 1977 | Stepper-Teddy (Der Teddy mit dem Hackenschuss) –                    | DE49 (1 Wo.)DE | — | — | — |                                                                    |
| 1977 | Ted de Tapper –                                                     | — | — | — | NL29 (4 Wo.)NL |                                                                    |
| 1978 | Is je moeder niet thuis –                                           | — | — | — | NL8 (6 Wo.)NL |                                                                    |
| 1978 | Langzaam sneller gaan –                                             | — | — | — | NL21 (5 Wo.)NL |                                                                    |
| 1980 | Het grote sprookjeslied –                                           | — | — | — | NL24 (5 Wo.)NL | mit Corry, Bonnie St. Claire, Sandy, Alexander Curly & Willem Duyn |
| 1982 | Niet geschoten is altijd mis –                                      | — | — | — | NL27 (5 Wo.)NL |                                                                    |
| 1984 | Als ze me missen… –                                                 | — | — | — | NL30 (4 Wo.)NL |                                                                    |

grau schraffiert: keine Chartdaten aus diesem Jahr verfügbar
Weitere Singles
- 1971: Ik wil zo graag in mijn leven (toch wel ’s wat beleven) (Nico Haak en de Paniekzaaiers)
- 1973: Ik ben een aap (Nico Haak en de Paniekzaaiers)
- 1974: Tante Julia (mit Boudewijn de Groot)
- 1976: Ik ben met Kerstmis thuis
- 1978: Schick die Mama ins Bett
- 1978: Neem nog een sherry, chérie
- 1979: Geef mij maar Holland aan ’t IJsselmeer
- 1979: Energie
- 1979: Warum sind alle Frauen wild nach mir?
- 1979: Ich mach ein’n Los
- 1980: Meisjes pas op (’t is zo weer zomer)
- 1980: Nix mehr rauchen
- 1981: Bulletje en Bonestaak
- 1981: Tausche Auto gegen Pferd
- 1981: Opa’s Polka
- 1982: Wie binne benne benne binne
- 1983: Een cent
- 1984: Wat ben je mooi meid, in de hooitijd
- 1984: Na, dann Prost Mahlzeit!
- 1985: Alles mag man van de Bhagwan / Winter
- 1985: Uw laatste jas meneer
- 1985: Ooba boogie
- 1986: Apen pellen pinda’s
- 1987: Rosanne
- 1987: Dat zijn momenten die ik zo graag mag
- 1987: Lola Lola Lola hola
- 1988: Ha die douane
- 1988: Gold-Steffi
- 1989: Er valt ’n traan in m’n bier
- 1989: 4 gouden Hits
- 1989: Me vader zei altijd
- 1990: Ma bella Isabella
- 1990: O juffrouw Donselaar
- 1996: Ik hou me maar aan jou vast